# شونل سكوت
شونل سكوت (بالإنجليزية: Shawnelle Scott)‏ مواليد 16 يوليو 1972 في نيويورك، هو لاعب كرة سلة أمريكي سابق. بدأ مسيرته الاحترافية في سنة 1994. تم اختياره من قبل فريق بورتلاند ترايل بلايزرز خلال الدرافت. يبلغ طوله 6 قدم 10 بوصة (2.1 م). اعتزل اللعب في 2006.

## المسيرة الاحترافية
لعب مع كليفلاند كافالييرز من سنة 1996 إلى 1998، ثم لعب مع سان أنطونيو سبرز في موسم 2000–2001، ثم لعب مع دنفر ناغتس في موسم 2001–2002.

## روابط خارجية
- شونل سكوت على موقع إن بي أي (الإنجليزية)
- شونل سكوت على موقع سبورتس رفرنس (الإنجليزية)
- شونل سكوت على موقع كرة السلة الأوروبية.كوم (الإنجليزية)
- شونل سكوت على موقع كلية كرة السلة في سبورتس رفرنس.كوم (الإنجليزية)
- شونل سكوت على موقع ريلجم (الإنجليزية)
- شونل سكوت على موقع بروبوليرز (الإنجليزية)
- شونل سكوت على موقع سبورتس رفرنس (الإنجليزية)